# Eulepidotis santarema
Eulepidotis santarema là một loài bướm đêm trong họ Erebidae.